# Microtus montanus
Microtus montanus é uma espécie de roedor da família Cricetidae.
Pode ser encontrada nos seguintes países: Canadá e Estados Unidos.